# Shiliang, Anhui
Shiliang (kinesiska: 石梁) är en köping i östra Kina. Den ligger i Tianchang i staden Chuzhou i provinsen Anhui,  omkring 180 kilometer nordost om provinshuvudstaden Hefei. Antalet invånare är 26 528. Befolkningen består av 13 305 kvinnor och 13 223 män. Barn under 15 år utgör 15,0 %, vuxna 15-64 år 72 %, och äldre över 65 år 11,0 %.